# Blandford (Massachusetts)
Blandford es un pueblo ubicado en el condado de Hampden en el estado estadounidense de Massachusetts. En el Censo de 2010 tenía una población de 1.233 habitantes y una densidad poblacional de 8,91 personas por km².

## Geografía
Blandford se encuentra ubicado en las coordenadas 42°11′31″N 72°57′26″O / 42.19194, -72.95722. Según la Oficina del Censo de los Estados Unidos, Blandford tiene una superficie total de 138.39 km², de la cual 133.58 km² corresponden a tierra firme y (3.48%) 4.81 km² es agua.

## Demografía
Según el censo de 2010, había 1.233 personas residiendo en Blandford. La densidad de población era de 8,91 hab./km². De los 1.233 habitantes, Blandford estaba compuesto por el 98.38% blancos, el 0.32% eran afroamericanos, el 0.16% eran amerindios, el 0.32% eran asiáticos, el 0% eran isleños del Pacífico, el 0.16% eran de otras razas y el 0.65% pertenecían a dos o más razas. Del total de la población el 1.38% eran hispanos o latinos de cualquier raza.